# 余市インターチェンジ
余市インターチェンジ（よいちインターチェンジ）は、北海道余市郡余市町登町にある倶知安余市道路及び後志自動車道のインターチェンジである。
当インターチェンジのランプは、倶知安余市道路（仁木IC方面）と後志自動車道（小樽塩谷IC方面）とのもので一体ではなく、やや離れた位置に設けられている。

## 歴史
- 1999年（平成11年）
  - 11月：北海道横断自動車道・余市IC - 小樽JCT間の都市計画決定[4]。
  - 12月：余市IC - 小樽JCT間の整備計画決定[4]。
- 2006年（平成18年）3月：余市IC - 小樽JCT間の実施計画認可[4]。
- 2010年（平成22年）3月：余市IC - 小樽JCT間の用地着手[4]。
- 2011年（平成23年）3月：余市IC - 小樽JCT間の工事着手[4]。
- 2014年（平成26年）度：倶知安余市道路のうち、共和 - 余市間（約28 km）が新規事業化[5]。
- 2018年（平成30年）12月8日：後志自動車道・余市IC - 小樽JCT間開通に伴い、供用開始[6][7]。
- 2025年（令和7年）3月23日：後志自動車道（倶知安余市道路）・仁木IC - 余市IC間開通[3]。

## 周辺
- 余市駅（JR北海道・函館本線）
- 余市協会病院
- 道の駅スペース・アップルよいち（余市宇宙記念館「スペース童夢」）
新たな道の駅を余市インターチェンジの近隣に作る予定。
- ニッカウヰスキー 北海道工場・余市蒸溜所

## 接続する道路
- 直接接続（小樽塩谷IC方面）
  - 北海道道753号登余市停車場線 ※平面接続[3]
- 直接接続（仁木IC方面）
  - 余市町道 黒川栄町山手線（フルーツ街道）※平面接続[3]
- 間接接続
  - 国道5号（道道753号経由）
  - 国道229号（道道753号、国道5号経由）

## 料金所
当ICの料金所は本線料金所となる。当ICから後志自動車道（小樽塩谷IC方面）へ向かう場合、その時点で小樽塩谷ICまでの料金を支払い、出口料金所で実際の通行料金との差額を支払う。

### 本線料金所
ブース数：4
後志自動車道方向
- ブース数：2
  - ETC/一般：1
  - 一般:1

倶知安余市道路方向
- ブース数：2
  - ETC専用:1
  - 一般:1

## 隣
E5A 後志自動車道
(12) 小樽塩谷IC - (13) 余市IC
E5A 倶知安余市道路
(14) 仁木IC - (13) 余市IC